# Panhard & Levassor M2F

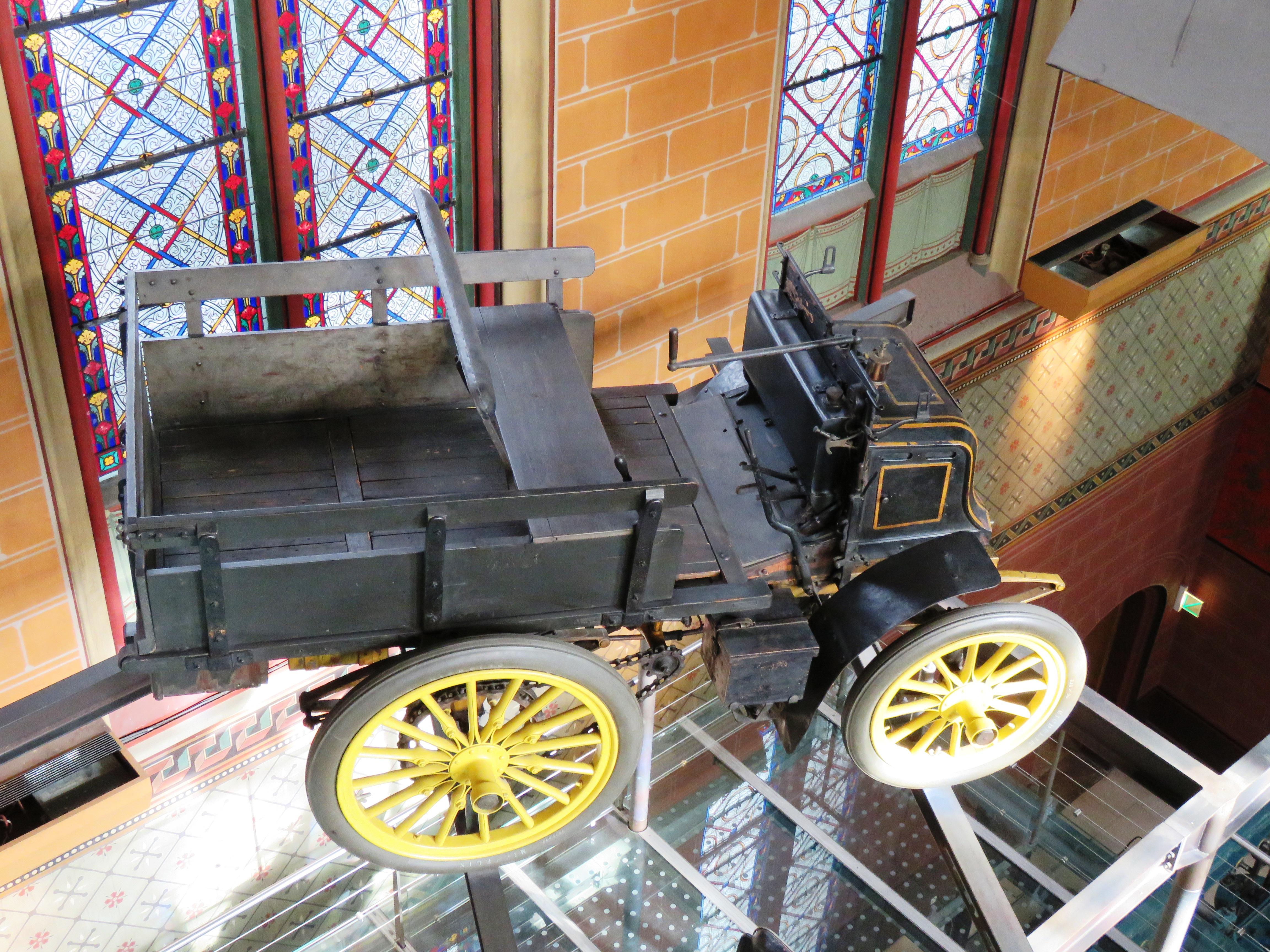
Als Zweisitzer mit offener Ladefläche

Der Panhard & Levassor M2F ist ein Pkw-Modell der 1890er Jahre von Panhard & Levassor in Frankreich.

## Beschreibung
Die französische Zulassungsbehörde begann erst 1899 Kraftfahrzeuge systematisch zu prüfen und Typenbescheinigungen auszustellen. Deshalb gibt es für dieses bereits 1896 eingeführte Modell keine offizielle Bezeichnung. Der Modellname bezieht sich auf den verwendeten Motor. Das „M“ steht für den sogenannten Phénix-Motor nach einer Lizenz von der Daimler-Motoren-Gesellschaft. Die „2“ nennt die Anzahl der Zylinder.
Es ist ein Zweizylinder-Reihenmotor mit einem Hubraum von 1654 cm³, der sich aus 90 mm Bohrung und 130 mm Hub ergibt. Als Leistung sind 6 CV genannt, wobei unklar ist, ob diese Zahl für die steuerliche Einstufung nach Cheval fiscal oder für die tatsächliche Motorleistung in PS steht.
Der Motor ist vorn im Fahrgestell eingebaut und treibt die Hinterräder über Ketten an. Der Radstand beträgt zwischen 180 cm und 265 cm. Bekannt sind die Karosseriebauformen Doppelphaeton, Tonneau, Phaeton, Dos-à-dos, Break, Landaulet, Kastenwagen, Kleinbus und Pick-up.
Von April bis Dezember 1896 entstanden 34 Fahrzeuge. In den beiden folgenden Jahren waren es 111 und 193 Stück. Insgesamt sind das 338. Elf Fahrzeuge wurden exportiert.
1899 folgte der Type A1/A2, der in dem Jahr seine Typenbescheinigung von der Behörde erhielt. Der Motor blieb unverändert.

## Motorsport
Das Modell wurde auch bei Autorennen eingesetzt.

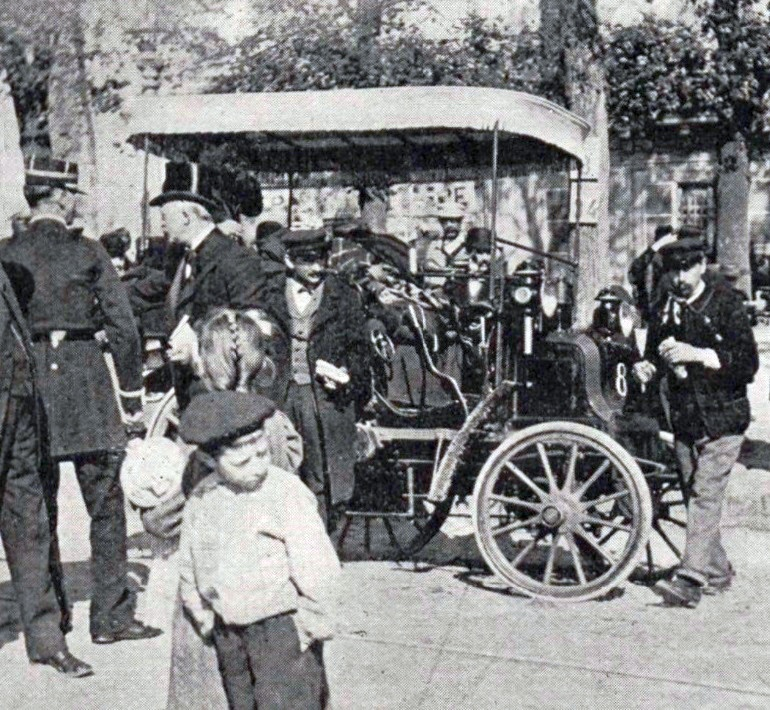
Paris–Marseille–Paris 1896
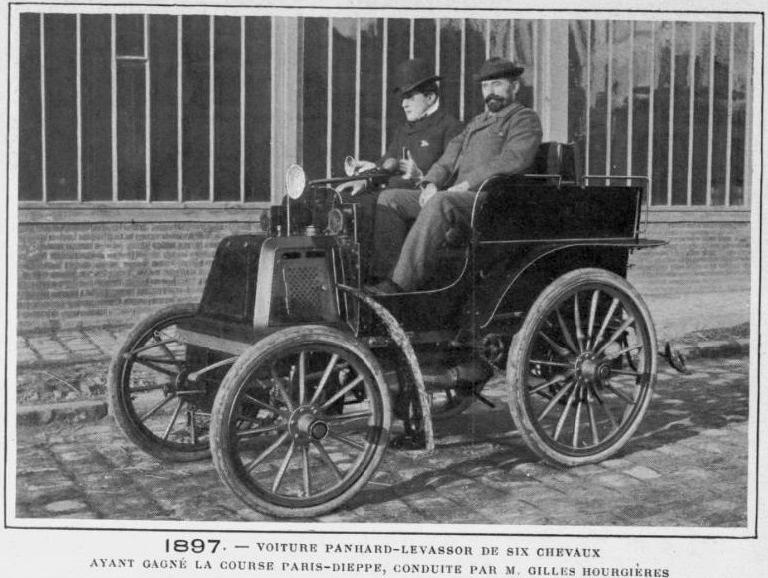
Paris–Dieppe 1897
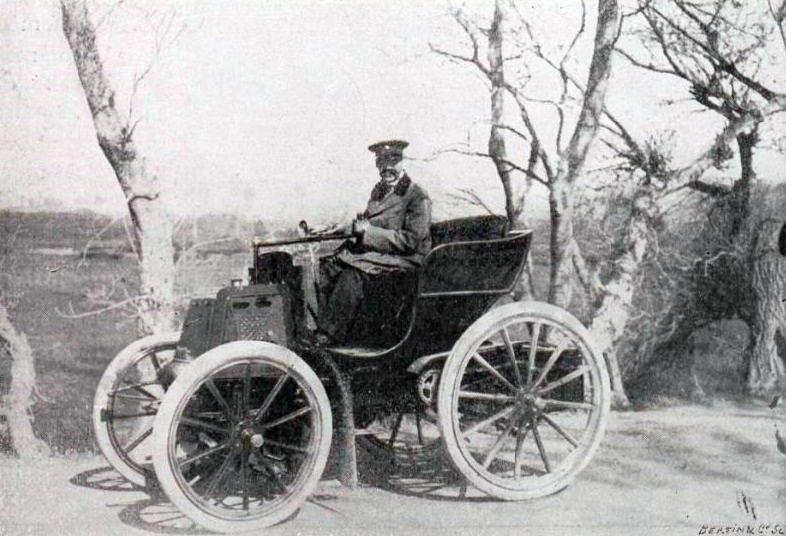
Périgueux–Mussidan 1898